# جاده ئی۵۳ اروپا
جاده ئی۵۳ اروپا (به انگلیسی: European route E53) یکی از جاده‌های اصلی قاره اروپا است.
این جاده که از شهر پلزن (جمهوری چک) شروع شده، در شهر مونیخ (آلمان) به پایان میرسد و مسافت آن ۲۸۵ کیلومتر است.